# Dragutin Dimitrijević
Dragutin Dimitrijević, soprannominato "Linea diretta", "Il colonnello Apis", "Il numero 6", o semplicemente "Apis" (Belgrado, 17 agosto 1876 – Salonicco, 24 giugno 1917), è stato un militare, agente segreto e rivoluzionario serbo.
Soldato serbo e guida del gruppo nazionalista Crna ruka (Mano Nera), nel 1903 assassinò il re serbo Alessandro Obrenović e sua moglie Draga, mentre nel 1914 ordinò l'assassinio dell'arciduca d'Austria Francesco Ferdinando all'organizzazione segreta panslava Giovane Bosnia, innescando la scintilla diplomatica che portò alla prima guerra mondiale. A causa delle sue ostilità con Alessandro Karađorđević contro di lui fu istituito il processo di Salonicco, nel quale fu condannato a morte per fucilazione.

## Biografia
Nato da una famiglia aromuna, a sedici anni entrò nell'accademia militare di Belgrado. Studente brillante, diplomatosi con ottimi voti, fu immediatamente reclutato dal comando generale dell'esercito serbo. Ardente nazionalista, divenne un esperto in terrorismo. Dimitrijević ed un gruppo di giovani ufficiali riuniti nella società segreta Mano Nera pianificò l'uccisione dell'autocratico ed impopolare re serbo Alessandro I Obrenović. L'11 giugno 1903 il gruppo assalì il palazzo reale ed assassinò sia il re Alessandro I che sua moglie Draga Mašin. Durante l'attacco Dimitrijević fu ferito gravemente, e sebbene si fosse brillantemente ripreso dalle ferite, le tre pallottole non furono mai recuperate dal suo corpo.
Il parlamento serbo descrisse Dimitrijević come "salvatore della patria" e venne nominato professore di tattica all'accademia militare. Visitò Germania e Russia dove studiò le ultime idee militari. Nel 1911 contribuì alla fondazione di Ujedinjenje ili Smrt (Unificazione o Morte), comunemente nota come Mano Nera, una rete cospirativa che sosteneva la formazione della Grande Serbia. Dimitrijević, che usava il nome in codice Apis, divenne ben presto il leader della Mano Nera.
L'obiettivo principale di Dimitrijević era la liberazione e l'unificazione di tutte le regioni popolate da serbi sotto il dominio ottomano o austro-ungarico, obiettivo che divenne più urgente dopo l'annessione della Bosnia-Erzegovina da parte dell'Austria-Ungheria nel 1908. I funzionari austriaci consideravano le aspirazioni dei panserbi come una minaccia significativa per l'Impero asburgico. Nel 1911 organizzò l'attentato contro l'imperatore Francesco Giuseppe, e dal momento che questo fallì, contro l'arciduca Francesco Ferdinando, suo erede al trono. Dimitrijević era preoccupato che Francesco Ferdinando avesse in progetto di fare delle concessioni ai serbi del sud, temendo che, se questo fosse accaduto, sarebbe stato più difficile sobillare gli slavi meridionali cittadini austro-ungarici, e anzi, attraendo verso l'Impero asburgico, quelli della Serbia e del Montenegro. Durante le guerre balcaniche del 1912 e del 1913, Dimitrijević non prese parte ai combattimenti, ma pianificò la strategia di sostegno militare all'esercito serbo. Nel 1913  fu nominato capo dell'intelligence dello Stato Maggiore dell'esercito serbo.
Quando seppe che l'arciduca aveva in programma una visita a Sarajevo per il giugno del 1914, ordinò a tre membri del gruppo, Gavrilo Princip, Nedeljko Čabrinović e Trifko Grabež di assassinarlo. All'insaputa di Dimitrijević, il maggiore Voijslav Tankosić informò Nikola Pašić, primo ministro serbo, del piano. Sebbene Pašić lo appoggiasse, non voleva un assassinio che temeva avrebbe scatenato una guerra contro l'Austria - Ungheria. Quindi diede istruzioni che Gavrilo Princip, Nedjelko Čabrinović e Trifko Grabež fossero arrestati se avessero tentato di lasciare il paese. L'ordine non venne eseguito ed i tre uomini giunsero in Bosnia ed Erzegovina, dove si unirono ad altri cospiratori: Muhamed Mehmedbašić, Danilo Ilić, Vaso Čubrilović, Cvijetko Popović, Miško Jovanović e Veljko Čubrilović.
Dopo l'assassinio dell'arciduca molti membri della Mano Nera, interrogati dalle autorità austriache, confessarono che ad organizzare il piano furono, oltre a Dimitrijević stesso, Milan Ciganović ed il maggiore Tankosić. Il 25 luglio del 1914 il governo austro-ungarico richiese ufficialmente alla Serbia di arrestare gli uomini e di condurli a Vienna per il processo, ma il ministro Pašić rispose che ciò era contro la costituzione ed il codice penale serbo. Tre giorni dopo l'impero austro-ungarico dichiarò guerra alla Serbia. Pašić, temendo una possibile alleanza tra l'opposizione serba anti jugoslava e gli alleati di Dimitrijević, decise di sbarazzarsi dei membri di maggior spicco del gruppo, da quel momento ufficialmente sciolto. Dimitrijević e buona parte dei membri furono arrestati. Fu condannato a morte per tradimento a Salonicco il 23 maggio 1917 e venne fucilato un mese dopo nella stessa città da un plotone d'esecuzione di soldati serbi.